# STS-62
STS-62 — 61-й старт многоразового транспортного космического корабля в рамках программы Спейс Шаттл и 16-й космический полёт шаттла «Колумбия», произведен 4 марта 1994 года. Продолжение медико-биологических исследований и астрономических наблюдений. Астронавты провели в космосе около 14 дней и благополучно приземлились на Авиабазе Эдвардс 18 марта 1994 года.

## Экипаж
- Джон Каспер (3)[1] — командир корабля;
- Эндрю Аллен (2) — пилот;
- Пьер Туо (3) — специалист полета 1;
- Чарльз Гемар (3) — специалист полета 2;
- Марша Айвинс (3) — специалист полета 3.

## Параметры полёта
- Масса:
  - Стартовая при запуске: 103 146 кг
  - Полезной нагрузки: 11 803 кг
- Перигей: 284 км
- Апогей: 294 км
- Наклонение: 39,0°
- Период вращения: 90,3 мин